# Храм на Подолі Адвентистів Сьомого дня
Храм на Подо́лі Адвенти́стів Сьо́мого дня — церква, молитовний заклад адвентистів в Києві, що розташований на Подолі.

## Коротка історія закладу
Комплекс будівель, оформлених із використанням елементів осучасненого готичного стилю, споруджено на ділянці, що міститься на Подолі на початку Лук'янівської вулиці, у підніжжя гори Щекавиці. У 1989 році ділянку взяла в оренду, а у 1993 році придбала Українська Уніонна конференція церкви Адвентистів сьомого дня. За проектом, затвердженим містобудівною радою у 1994 році (архітектор Олександр Донець), було надбудовано чільну стару кам'яну споруду 1912 року та прибудовано новий цегляний корпус. Тут розмістили офіси Уніонної конференції, з 1995 року у малій залі проводяться відправи громади АСД.
Упродовж 2007–2008 років у складі храмового комплексу було зведено нову будівлю великої молитовної зали з двома ярусами хорів. Її відкриття відбулося 7 листопада 2008 року. Верхнє осклення залу влаштоване таким чином, що згори у вечірній час можна бачити сяючий контур хреста.
При Уніонній конференції діє Адвентистське Агентство Допомоги та Розвитку в Україні (ADRA), яке виконує програми допомоги безпритульним та хворим дітям, престарілим, нужденним.

## Галерея

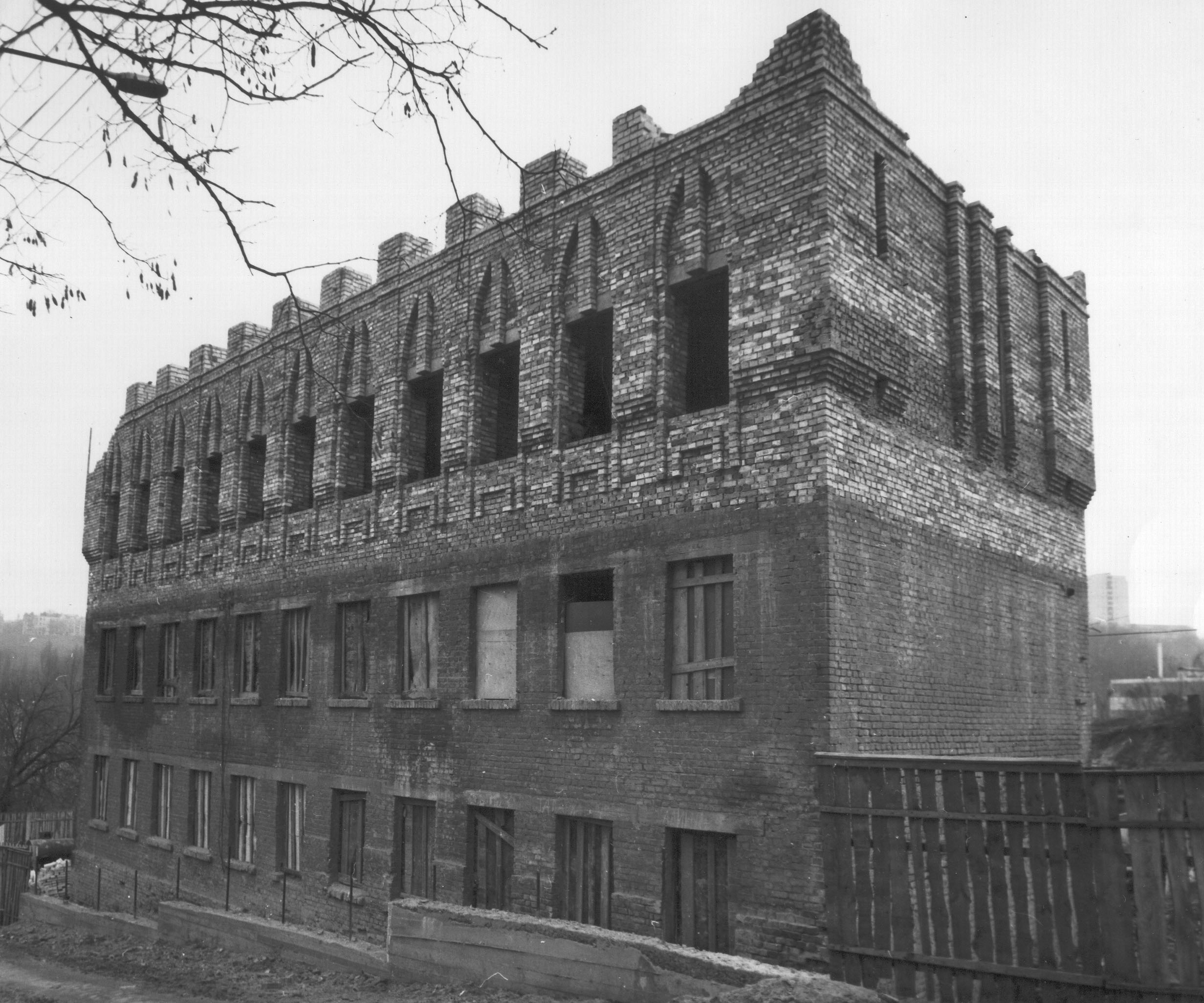
Початок будівництва комплексу АСД на Подолі (1994)
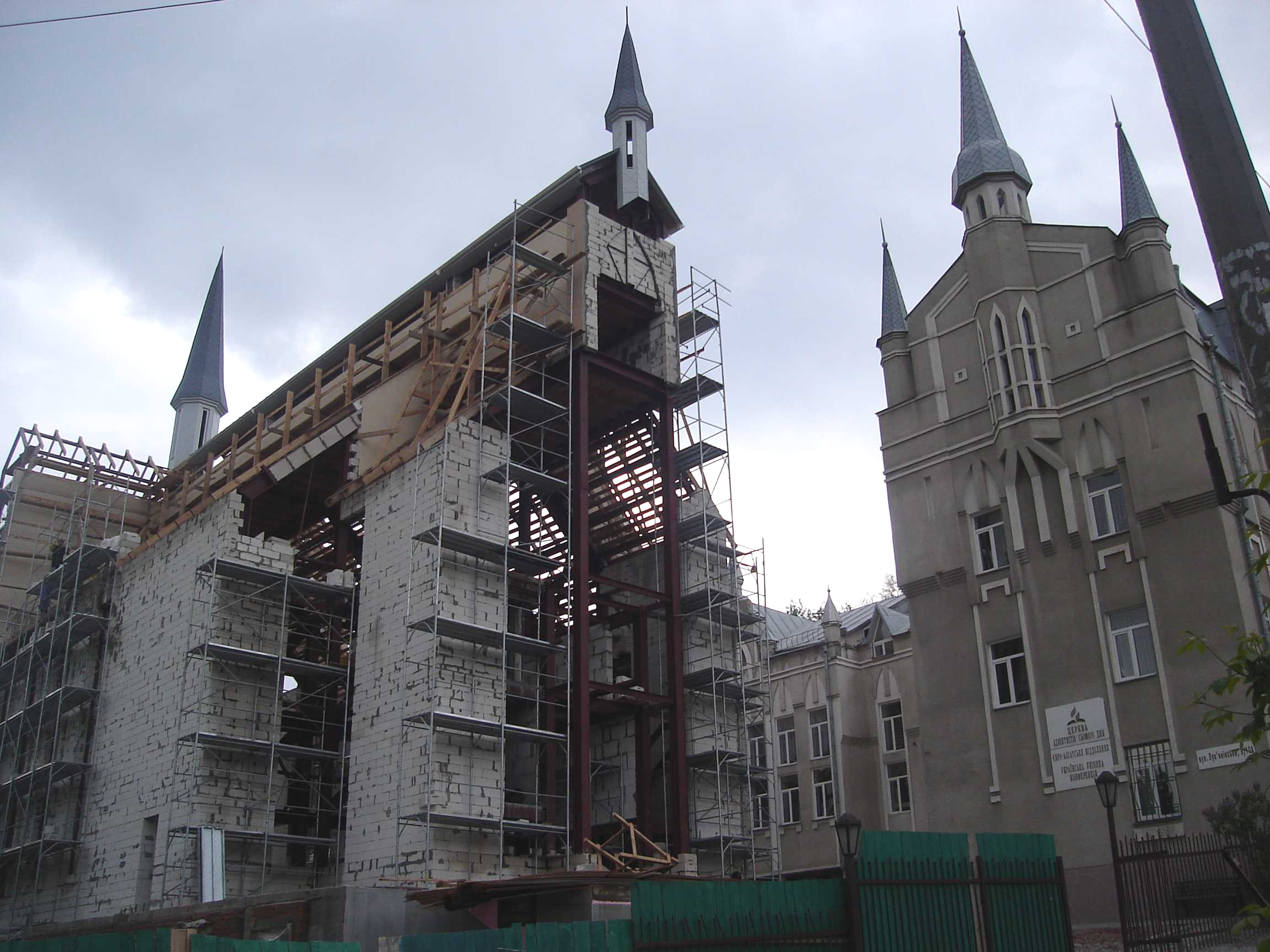
Комплекс храму на Подолі АСД під час будівництва великої зали (2008)